# Рамбуйе (замок)

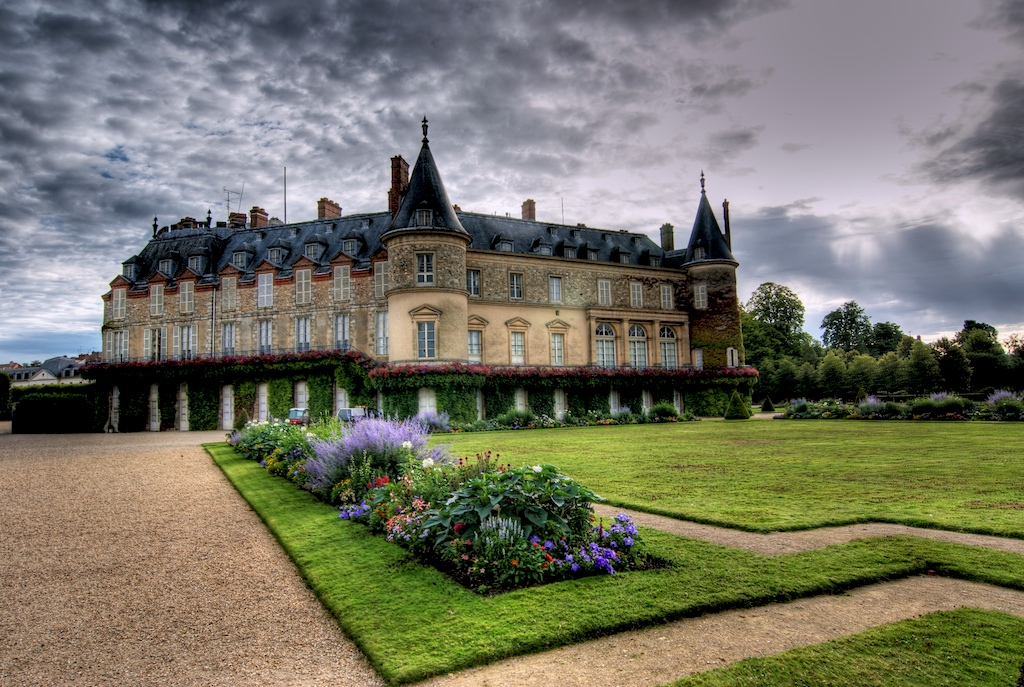
Дворец-замок в Рамбуйе

Рамбуйе́ (фр. Château de Rambouillet) — замок в городе Рамбуйе, расположен в департаменте Ивелин, в регионе Иль-де-Франс на севере Франции, в 50 км (31 миля) к юго-западу от Парижа. С 1896 по 2009 год замок использовался как летняя резиденция французских президентов. С 2010 года замком управляет Национальный центр памятников. С 2024 года Шато Рамбуйе является национальным достоянием, замок и всё его содержимое отнесено к категории исторических памятников. 

## История
В 1367 году король Карл V издал указ, которым предписывалось укрепить все замки Франции. В 1368 году Жан Бернье, рыцарь, советник и магистр королевского отеля, купил простое поместье, которое к 1374 году он превратил в укрепленный замок, окруженный рвом . Замок имеет неправильную пятиугольную форму, треугольное главное здание, окружённое башенками, большой башней, входными воротами и внутренним двором с навесными стенами.
В 1384 году Гийом, сын Жана Бернье, продал замок Рено д'Анженну, оруженосцу и первому камердинеру короля. Он оставался в семье Анженн более трёх столетий, до 1699 года. 
В марте 1547 года в замке умер король Франциск I, с тех пор одна из башен носит его имя. Король был любителем охоты и часто наведывался в лес Рамбуйе. Во время правления Людовика XIII замок принадлежал Шарлю д'Анженну, маркизу де Рамбуйе. 
В середине XVI века Анженны обновили замок в ренессансном стиле, для чего был привлечён зодчий Оливье Имбер, также работавший над реконструкцией соседней усадьбы Туари (фр.). В XVII веке замком владела знаменитая в литературных кругах мадам де Рамбуйе. Её дочь вышла замуж за герцога Монтозье (фр.), воспитателя «великого дофина», который провёл капитальный ремонт усадьбы и разбил новый парк. 
Следующим собственником замка был Луи-Александр де Бурбон, граф Тулузский — внебрачный сын Людовика XIV. Его наследники из Пентьеврского дома владели дворцом до 1783 года, когда его приобрёл для выездов на охоту Людовик XVI. Королеве Марии Антуанетте, сопровождавшей мужа в поездке в ноябре 1783 года, замок не понравился. Чтобы королева полюбила свое новое приобретение, Людовик XVI в большой тайне заказал строительство молочной фермы, на которой вёдра были из севрского фарфора, расписанного и зернистого, чтобы имитировать дерево, во главе композиции была мраморная Амальтея с козой, вскормившей Юпитера, вылепленная Пьером Жюльеном. К самой молочной примыкал небольшой салон со стульями на прямых, сужающихся ножках с рифлеными стопорами. 

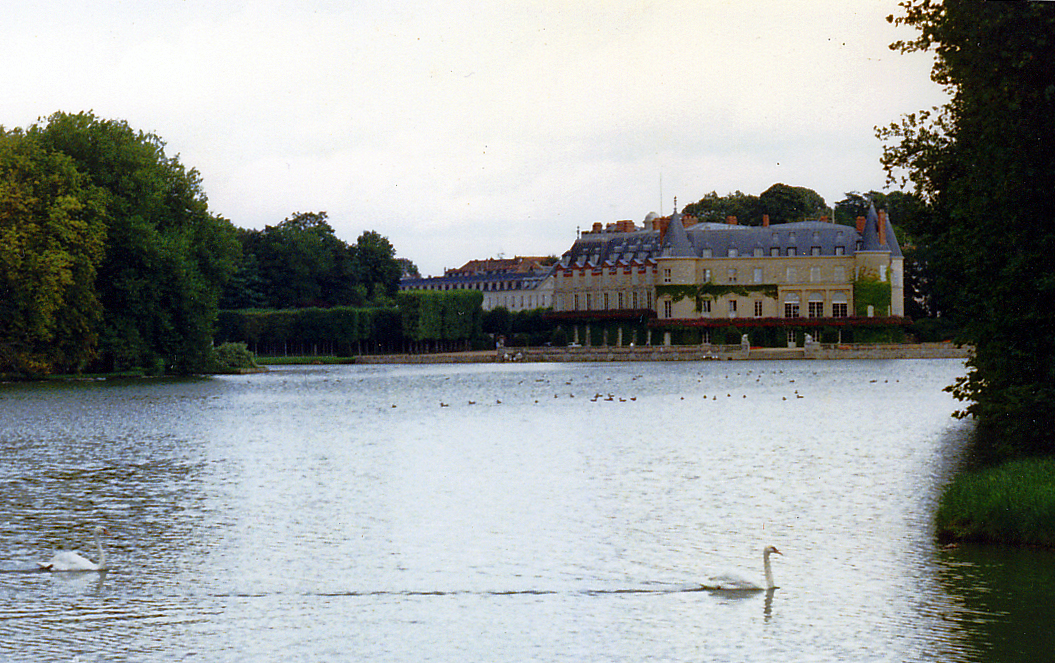
Усадебный парк

Наполеон вернул к жизни разорённый в годы революции дворец, велел сломать некоторые стены и обновил его интерьеры. В 1810 году аллея, ведущая ко дворцу, была обсажена болотными кипарисами. Последний раз Наполеон приезжал в Рамбуйе в ночь на 30 июня 1815 года, перед самым отъездом из Франции. В августе 1830 года в Рамбуйе отрёкся от престола последний из Бурбонов, Карл X.
Последним монархом, проживавшим в Рамбуйе, был Наполеон III. После его свержения дворец до 1883 года арендовал герцог Ла-Тремойль. В 1896 году усадьбу посетил с семьёй президент Феликс Фор, который решил сделать её загородной резиденцией французских президентов. В 1944 году эту традицию возобновил Шарль де Голль, остановившийся в Рамбуйе перед возвращением в освобождённый от немцев Париж.
Дворец в Рамбуйе продолжает использоваться для проведения встреч на высшем уровне. В ноябре 1975 года здесь прошёл первый саммит «большой шестёрки», организованный Жискар д’Эстеном. В 1999 году здесь проходили ключевые переговоры о статусе Косово.
В 2016—2018 годах замок был закрыт на реставрацию. В числе прочего, было восстановлено парадное убранство большого обеденного зала, соответствующее тому, какое было согласно протоколу во время первого саммита «большой шестёрки» — севрский фарфор и столовые приборы от «Кристофль».